# Єфіменко Олександр Васильович
Олександр Васильович Єфіменко (Єфименко) (11 жовтня 1940, місто Брянка, тепер Алчевського району Луганської області — вересень 2008, місто Київ) — український та радянський комсомольський та профспілковий діяч, секретар ЦК ЛКСМУ, секретар та заступник голови Федерації профспілок України.

## Життєпис
У 1960—1965 роках — студент Харківського гірничого інституту.
Член КПРС з 1966 до 1991 року.
У 1969—1973 роках — 1-й секретар Луганського (з 1970 року — Ворошиловградського) обласного комітету ЛКСМУ.
У березні 1973 — 1980 року — секретар ЦК ЛКСМУ.
У 1980—1990 роках — секретар Української республіканської ради професійних спілок.
На 1992 рік — в.о. голови Ради Федерації незалежних профспілок України.
З 1990-х років — заступник голови Федерації профспілок України, голова правління Фонду соціального страхування України.
Помер у вересні 2008 року.

## Нагороди
- орден «За заслуги» III ступеня (.12.2000)